# Tudod, a tiéd vagyok
a Tudod, a tiéd vagyok Szűcs Judith hetedik nagylemeze, ami egy év kihagyással jelent meg. A borító érdekessége, hogy míg a hanglemez tasakján az énekesnő keresztneve h-val, addig a kazettán h nélkül szerepel. Ezen a lemezen már csak két Szikora Róbert szerzemény hallható, újra zeneszerzőként is felbukkan Szűcs Antal Gábor. Egy új név, Fülöp Csaba, Judith férje mint szövegíró és zeneszerzőként is megjelenik.

## A lemezen megjelent dalok[1]
1. Repülök, szállok (Szűcs Antal Gábor-Delhusa Gjon-Papp Tamás)
2. Téves kapcsolás (Szűcs Antal Gábor-Szűcs Judith-Fülöp Csaba)
3. Csak egy érzés (Szűcs Antal Gábor-Papp Tamás)
4. Micsoda nyár! (Nagy Tibor-Juhász Sándor)
5. Csak ő érdekel (Szikora Róbert)
6. Kezdd csak el! (Juan Formel-Papp Tamás)
7. Ne siess (Imre Sereg-Fülöp Csaba)
8. Ébredés (Pálvölgyi Géza)
9. Csak diliből mondtam (Szikora Róbert)
10. Állj meg! (Nagy Tibor-Fülöp Csaba)
11. Tudod, tiéd vagyok (Fülöp Csaba)

## Közreműködtek
- Szűcs Judit – ének, vokál
- Szűcs Antal Gábor- gitár
- Pálvölgyi Géza – billentyűs hangszerek
- Temesvári András – basszusgitár
- Papp Tamás – dob
- Horváth Kornél – ütőhangszerek
- Muck Ferenc – szaxofon